# Thomas Danforth
Thomas Danforth (* ca. 1623 in Framlingham, Suffolk; † 5. November 1699 in Cambridge, Massachusetts) war ein englischer Politiker und Magistrat in Massachusetts des 17. Jahrhunderts.

## Leben
Thomas Danforth stammte gebürtig aus Suffolk in England. 1635 zog er mit seiner Familie nach Neuengland. Ab 1650 war er als Schatzmeister am Harvard College tätig. Von 1657 bis 1658 vertrat er Cambridge, Massachusetts, in der Kolonialversammlung. Anschließend saß er von 1659 bis 1679 im Rat des Gouverneurs von Massachusetts und war stellvertretender Gouverneur von 1679 bis 1685 und erneut ab 1689. In seiner Amtszeit trat Danforth für eine traditionelle Auslegung des Puritanismus ein und machte als erklärter Gegner der Römisch-katholischen Kirche von sich reden. Ferner lehnte er zu große Zugeständnisse der Kolonien an die Regierung in England ab. 1692 spielte er als Magistrat eine wichtige Rolle bei den frühen Fällen von Hexenverfolgung in Massachusetts. Später trat er jedoch als Kritiker der Entwicklung auf und versuchte, nicht weiter in die Hexenverfolgung verwickelt zu werden.

## Familie
Thomas Danforth war seit 1643/44 mit Mary Withington (1623–1697) verheiratet. Der Ehe entstammten 12 Kinder.

## Rezeption
Thomas Danforth ist ein Protagonist in Arthur Millers Drama The Crucible, welches die Hexenverfolgung in Massachusetts im Jahre 1692 thematisiert.